# Casa à Ladeira do Arco, n. 33
Casa à Ladeira do Arco, n.º 33 é um edifício histórico preservado na região do bairro Barbalho em Salvador, Bahia.

## História
Localizada em Barbalho, a Casa à Ladeira do Arco, n.º 33, é o bem mais conservado do bairro, a maioria dos imóveis históricos já foi demolida para dar lugar a prédios e casas.
A data de 1851 estampada na fachada, refere-se, provavelmente, à sua construção.
Diferente da maioria dos imóveis da região, a casa se encontra recuada em relação à rua, possuindo um jardim e é envolvida por grande área verde.
Foi tombada pelo Instituto do Patrimônio Artístico e Cultural da Bahia (IPAC-BA) em novembro de 1981 e teve seu nome atribuído Casa n.º 33 da Ladeira do Arco.
Atualmente a construção abriga um laboratório clínico.